# ماتياس رودريغيز (لاعب كرة قدم)
ماتياس رودريغيز (بالإسبانية: Matías Ezequiel Rodríguez) (29 مارس 1993 في الأرجنتين - ) هو لاعب كرة قدم أرجنتيني في مركز الوسط. لعب مع نادي فيرينتسفاروشي.

## وصلات خارجية
- ماتياس رودريغيز (لاعب كرة قدم) على موقع قاعدة بيانات كرة القدم.إي يو (الإنجليزية)
- ماتياس رودريغيز (لاعب كرة قدم) على موقع Soccerway.com (الإنجليزية)